# Polygala recognita
Polygala recognita är en jungfrulinsväxtart som beskrevs av Chod.. Polygala recognita ingår i släktet jungfrulinssläktet, och familjen jungfrulinsväxter. Inga underarter finns listade i Catalogue of Life.